# Orthaltica mindanaoensis
Orthaltica mindanaoensis es una especie de insecto coleóptero de la familia Chrysomelidae. Fue descrita científicamente en 1995 por Konstantinov.